# Sám doma 2: Ztracen v New Yorku
Sám doma 2: Ztracen v New Yorku (v anglickém originále Home Alone 2: Lost in New York) je americká filmová komedie režiséra Chrise Columbuse z roku 1992, pokračování filmu Sám doma. Hlavní roli Kevina McCallistera znovu ztvárnil Macaulay Culkin.

## Děj
Kevin McCallister je znovu osamocen. Na letišti v Chicagu, odkud jeho rodina na Vánoce odlétá do Miami, ztratí příbuzné z dohledu, běží za mužem, který má stejný kabát jako jeho otec a omylem nastoupí do letadla do New Yorku. Když si uvědomí, že je sám v tomto městě, začne se radovat. Jeho zavazadlo ale odletělo do Miami, kde ho najde Fuller a jako první si uvědomí, že se Kevin ztratil. Rodiče se Kevina pak snaží najít pomocí policie na chicagském letišti. Nakonec je napadne, že ho mohou vystopovat pomocí otcovy kreditní karty, pokud ji použije. Tu Kevin má, protože mu předtím táta půjčil svou příruční tašku.
Kevin se rozhodne ubytovat v luxusním hotelu Plaza. Tam vzbudí podezření v recepčním Hectorovi, který se dokonce vloupá do jeho pokoje. Odtud ho Kevin dostane pomocí nafukovacího klauna ve sprše a nahrávky svého strýce Franka, který ho vyžene. Mezitím se z vězení dostanou "mokří banditi" Harry a Marv z prvního filmu. Ty Kevin jednou náhodně potká na ulici, Harry Kevina pozná a začnou ho pronásledovat. Když se vrátí do hotelu, pan Hector mu oznámí, že kreditní karta, ze které platí, je kradená. Kevin z hotelu uteče, ale znovu ho chytí Harry a Marv. Ti mu prozradí, že chtějí vyloupit Duncanovo hračkářství. S majitelem hračkářství se předtím Kevin seznámil. Rozhovor si Kevin nahraje a znovu uteče.
Kevinovi rodiče se mezitím dozvědí, kde Kevin je, a okamžitě se vydají do New Yorku. Tam si stěžují u personálu hotelu, že nechal Kevina utéct a jako omluvu dostanou apartmá. Kevinův otec se vydá na policii a matka sama po městě hledá syna.
Kevin začne připravovat plán, jak znovu dopadnout mokré bandity. V opravovaném domu svého strýce a tety na ně nachystá několik pastí. Pak se vydá k hračkářství v době, kdy ho ti dva vylupují a vyfotí je při tom. Pak prohodí kámen výlohou, aby spustil alarm. Lupiči ho proto začnou honit až k domu Kevinova strýce. Tam si banditi znovu projdou několika pastmi. Kevin později vyběhne z domu a Harry s Marvem se vydají za ním. Kevin uklouzne na ledě, a tak se jim podaří ho chytit. Zrovna, když už se Harry chystá Kevina zastřelit, objeví se žena, co se v parku stará o holuby, se kterou se předtím Kevin seznámil, a hodí na lupiče krmivo pro holuby, které se přilepí na nátěr, jejž mají banditi na sobě díky poslední Kevinově pasti. Díky tomu se holubi vrhnou na lupiče. Kevin pak spustí rachejtle, které předtím koupil, aby přilákal policii. Ta oba bandity zatkne.
Mezitím Kevinova matka pátrá po synovi po městě. Náhle si uvědomí, že Kevin chtěl strávit Vánoce s rodinou okolo vánočního stromku, což by na Floridě nemohl, a tak musí být v Rockefellerově centru, kde je tradičně umístěn vánoční stromek. Její intuice byla správná a skutečně se tam potká s Kevinem. Oba se šťastně vrátí do hotelu.
Druhý den ráno dostanou McCallisterovi mnoho vánočních dárků od pana Duncana, který tak poděkuje Kevinovi za dopadení lupičů. Kevin ale odejde pryč dát holubí dámě na památku jejich přátelství jednu ze dvou hrdliček, druhou si nechá pro sebe. Mezitím do hotelu přijde účet za Kevinův pobyt, který dělá 967 dolarů. To rozčílí Kevinova otce, který na něj z hotelu zařve. Kevin se lekne, a tak raději běží zpět do hotelu.

## Obsazení
| Macaulay Culkin        | Kevin McCallister     |
| Joe Pesci              | Harry                 |
| Daniel Stern           | Marv                  |
| Catherine O'Hara       | Kate McCallisterová   |
| John Heard             | Peter McCallister     |
| Devin Ratray           | Buzz McCallister      |
| Hillary Wolf           | Megan McCallisterová  |
| Maureen Elisabeth Shay | Linnie McCallisterová |
| Michael C. Maronna     | Jeff McCallister      |
| Gerry Bamman           | Frank McCallister     |
| Terrie Snell           | Leslie McCallisterová |
| Jedidiah Cohen         | Rod McCallister       |
| Senta Moses            | Tracy McCallisterová  |
| Daiana Campeanu        | Sondra McCallisterová |
| Kieran Culkin          | Fuller McCallister    |
| Anna Slotky            | Brooke McCallisterová |
| Tim Curry              | Hector                |
| Brenda Fricker         | holubářka             |
| Eddie Bracken          | E. F. Duncan          |
| Dana Ivey              | recepční Stoneová     |
| Rob Schneider          | Cedric                |
| Donald Trump           | sám sebe              |